# 論理学の歴史
論理学の歴史では、妥当な推論を探求する学問の発展を取り扱う。
形式論理学は古代のギリシアやインドで発展した。ギリシア論理学、中でもアリストテレス論理学は科学・数学に広く受容・応用されている。
アリストテレス論理学は中世のイスラーム圏およびキリスト教西方世界にさらに発展し、14世紀半ばに頂点をむかえた。14世紀から19世紀初めまでの時期は概して論理学が衰退し、軽視された時期であり、少なくとも一人の論理学史家によって論理学の不毛期とみなされている。
19世紀半ばになると論理学が復興し、革命期が始まって、数学において用いられる厳密な証明を手本とする厳格かつ形式的な規則へと主題が発展した。近現代において発展した現代論理学、いわゆる数理論理学あるいは記号論理学は二千年にわたる論理学の歴史において最も顕著なものであり、人類の知性の歴史において最も重要・顕著な事件の一つだと言える。
数理論理学の発展は20世紀の最初の数十年に、特にゲーデルおよびタルスキの著作によって起こり、分析哲学や哲学的論理学に、特に1950年代以降に様相論理や時相論理、義務論理、適切さの論理といった分野に影響を与えた。

## 論理学前史

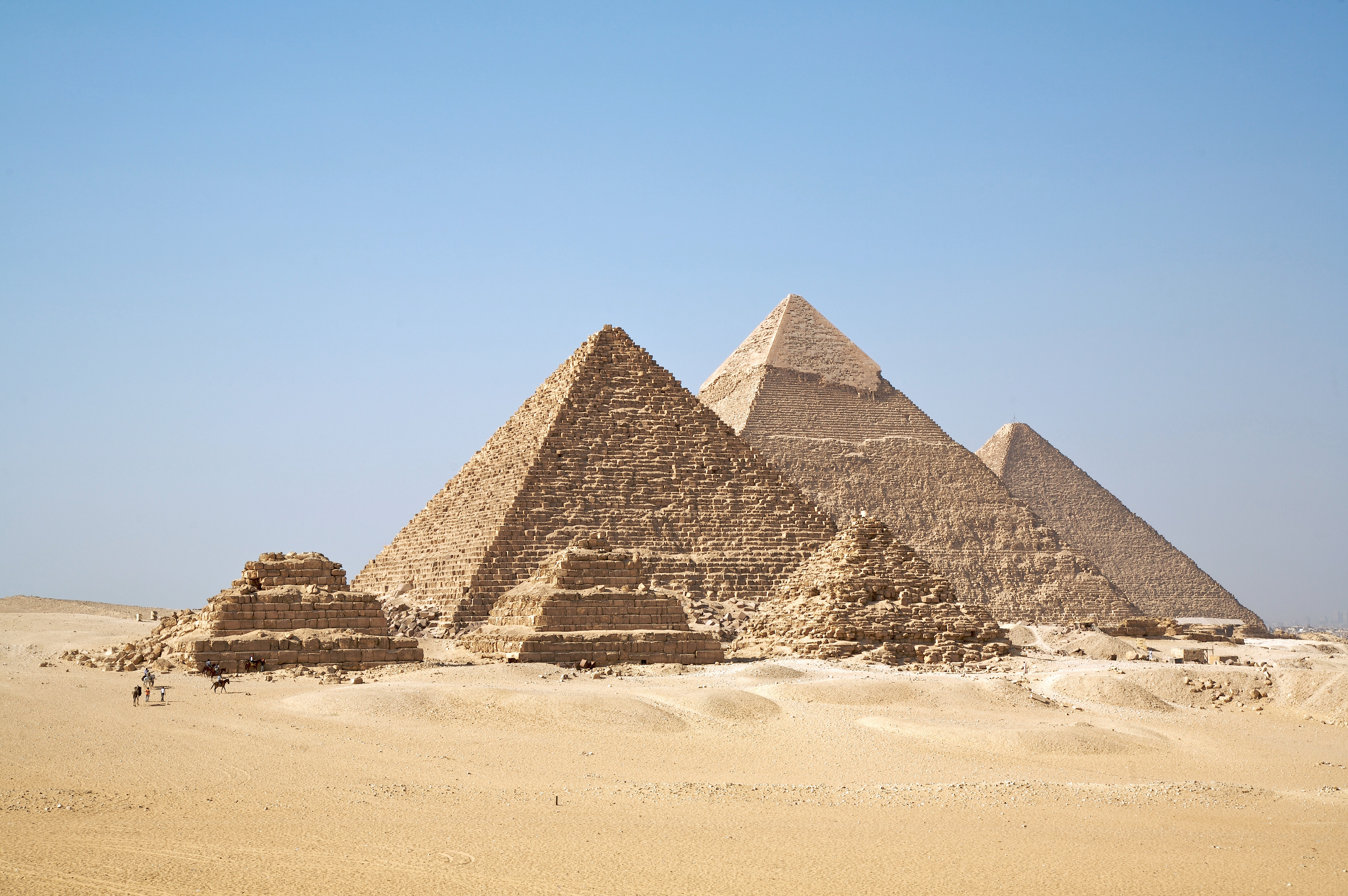
エジプトのピラミッドは幾何学を用いて作られた

妥当な推論は人類の歴史のあらゆる時代に用いられてきた。しかしながら、論理学は妥当な推論・論証・証明の「原理」を研究するものである。推論によって結論を導くという発想はおそらく、元来「土地の測量」を意味した幾何学(古希: γηωμετρια)との関連から生まれてきた。特に、古代エジプト人は経験的に、先端を切ったような形のピラミッドの大きさの求め方などの幾何学的真理をいくつか発見していた。
もう一つの起源はバビロニアに見いだされる。紀元前11世紀のエサギル・キン・アプリの医学書『診断手引書』は一連の論理的な公理系・前提に基づいて構築されており、一方で紀元前8-7世紀のバビロニア天文学者は内的論理を惑星の運行の予測に用いて科学哲学における重要な業績を上げた。

## ギリシア哲学における論理学

### プラトン以前
古代エジプト人は幾何学的真理を経験的に発見したが、古代ギリシア人による偉大な業績は経験的な方法に代えて論証的な学問を用いたことであった。この学問の体系的な学習は紀元前6世紀後半のピュタゴラスの学校で始まったとみられている。幾何学の三つの基本原理は、ある体系内の確かな命題は論証されずとも真として受け入れられなければいけないこと、同じ体系内の別の命題はそれら確かな命題から導出されなければいけないこと、その導出は「形式的」つまり問題となっている特定の命題とは独立な方法でなされなければいけないこと、である。初期のそうした証明の断片がプラトンやアリストテレスの著作の中に残っており、演繹的な体系という発想がピュタゴラスの学校及びプラトンのアカデメイアで知られていたと考えられる。
幾何学とは別に、基本的な議論のパターンが、紀元前5世紀のソクラテス以前の哲学者エレア派のゼノンの用いた「背理法」にみられる。これは前提から明らかに間違っている不合理・不可能な結論を導くことで前提の誤りを証明する方法である。プラトンの『パルメニデス』ではゼノンは複数のものが存在するという前提から不合理な結論を証明することでパルメニデスの一元論を擁護する本を著したと主張する人物として描写されている。このような「弁証的」な推論を行った他の哲学者としては、パルメニデスやゼノンの信奉者とされるメガラのエウクレイデスなどのいわゆる小ソクラテス学派がある。この学派の成員は「弁証学派」とも呼ばれた。
アリストテレス以前の思想家が推論の原理に関心を持ったというさらなる証拠は『両論』(古希: Δισσοὶ λόγοι)と呼ばれる断片にみられる。これは紀元前4世紀初に書かれたと考えられているもので、真偽に関する非常に長引いた議論の一部を収録している。

### プラトンの論理学

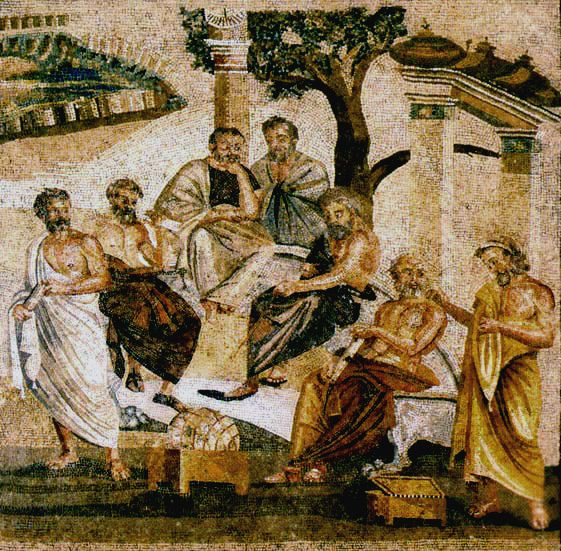
プラトンのアカデメイア

紀元前4世紀の偉大な哲学者プラトン(紀元前428年-紀元前347年)の現存する著作の中に形式論理学を扱ったものは皆無だが、哲学的論理学に対する需要な貢献がなされている。プラトンは三つの問いを立てた:
- 適切に真偽が判断できるものは何か?
- 妥当な論証の前提と結論の結びつきの性質は?
- 定義の性質は?

第一の問いは『テアイテトス』で立てられたもので、そのなかでプラトンは思考・意見を対話・談話(ロゴス)と同一視している。第二の問いはプラトンのイデア論からの帰結である。イデアは普通の意味での実態ではないし、厳密には心の中の観念でもない。イデアはむしろ後の時代の哲学者が普遍と呼んだもの、つまり同じ名前の個々のものすべてに共有される抽象的な存在、に近い。『国家』および『ソピステス』において、主張の前提と結論の間に必要な結合は「形式」の間に必要な結合と同じであるとプラトンは主張した。第三の問いは定義に関するものである。プラトンの対話篇の多くで多くの重要な概念(正義、真理、善)の定義が探求されており、プラトンは、数学において定義が重要であるということから影響を受けたと思われる。あらゆる定義の基礎となるものがプラトンの言うイデア、つまり様々な個々のものにおいて現れる共通の本性である。そのため定義は人間の理解の究極的な対象を表しており、あらゆる妥当な推論の基礎でもある。この思想はアリストテレスに多大な影響を、特にアリストテレスのものの形相(ある種類の特定のものが「何であるか」)の観念に多大な影響を及ぼした。

### アリストテレスの論理学

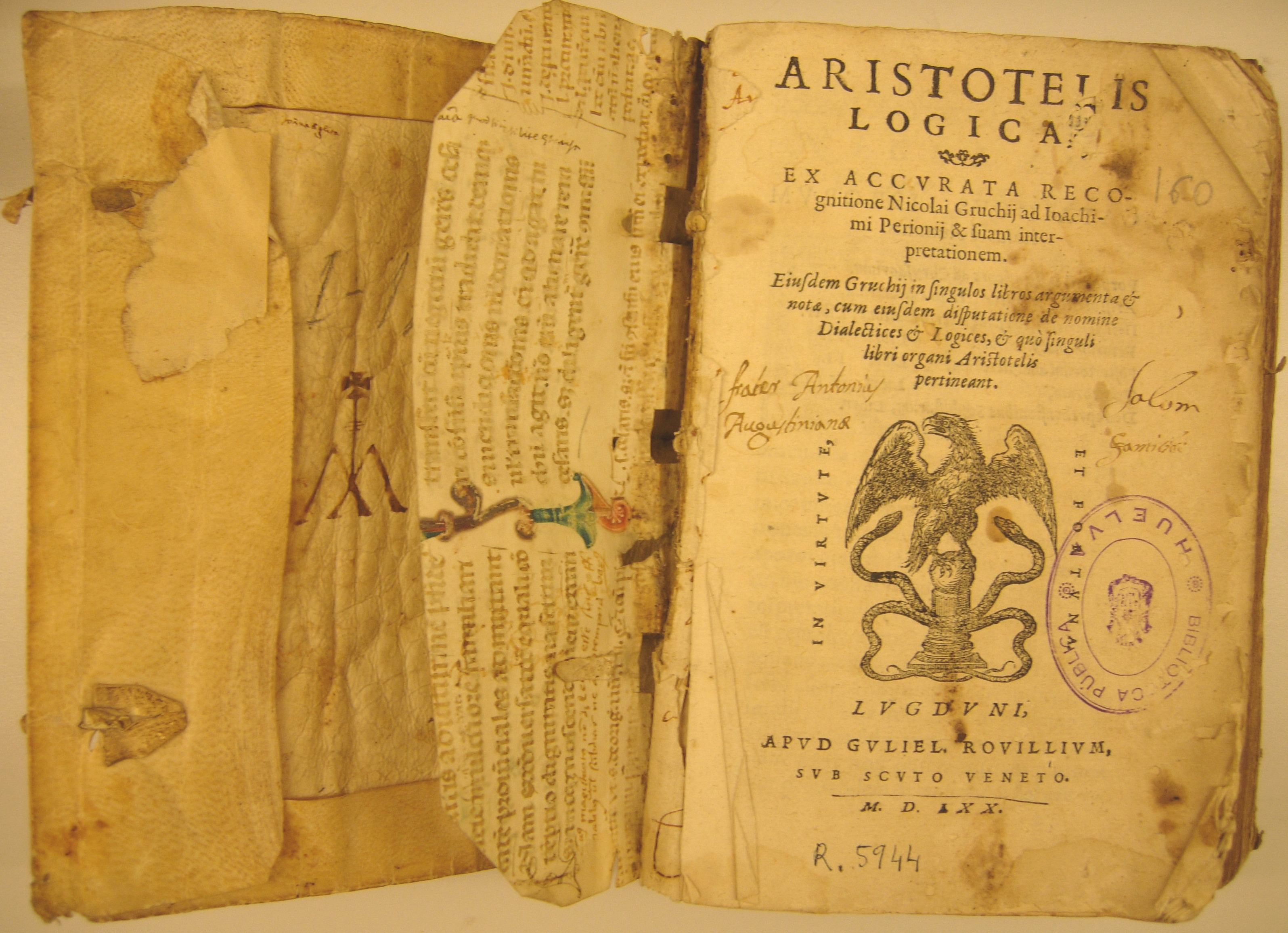
アリストテレスの論理学はルネサンス期にも影響力を保った

アリストテレスの論理学、特に彼の三段論法の理論は西洋思想に巨大な影響を与えた。彼の論理学関係の著作、いわゆる『オルガノン』は最初の形式的な論理学の研究書であり、近現代にまで伝わった。時期を決定するのは困難だが、アリストテレスの論理学関係の著作の執筆順序は以下のようであると考えられている:
- 『範疇論』、10の範疇と初歩的な名辞に関する研究
- 『トピカ』(『詭弁論駁論』という付録がある)、弁証術に関する議論
- 『命題論』、単純な定言命題から単純な名辞、否定、量を表す記号への分析; および否定・逆といった観念
- 『分析論前書』、妥当な推論つまり「三段論法」の形式的分析
- 『分析論後書』、学問的論証の研究であり、円熟期のアリストテレスの論理学思想を含む

以上の著作は論理学の歴史の中でも際立って重要である。アリストテレスは統辞論を名詞(あるいは名辞)と動詞へという体系的な分析を行おうとした最初の論理学者である。『範疇論』において、彼は名辞が指示しうるすべてのものを分類しようと試みた。この作業は、西洋思想に甚大な影響を与えた哲学的著作『形而上学』の主張を補強する役割を果たしている。彼は体系立てて述べるうえで最初に矛盾律と排中律を扱った人物である。彼は最初の形式論理学者である(つまり、彼は主張の基盤となる論理形式を示すために変項を用いて推論の原理を与えた)。彼は必要な推論の特徴となる依存関係を模索し、そういった関係における妥当性を前提の真偽(主張の健全性)と区別した。『分析論前書』では三段論法に対する研究が展開され、歴史上はじめて三つの原理、つまり変項の使用、純粋に形式的な取扱い、公理系の使用、が採用されている。『トピカ』および『詭弁論駁論』では彼は非形式論理学(例えば誤謬の理論)を展開してもいる。

### ストア論理学

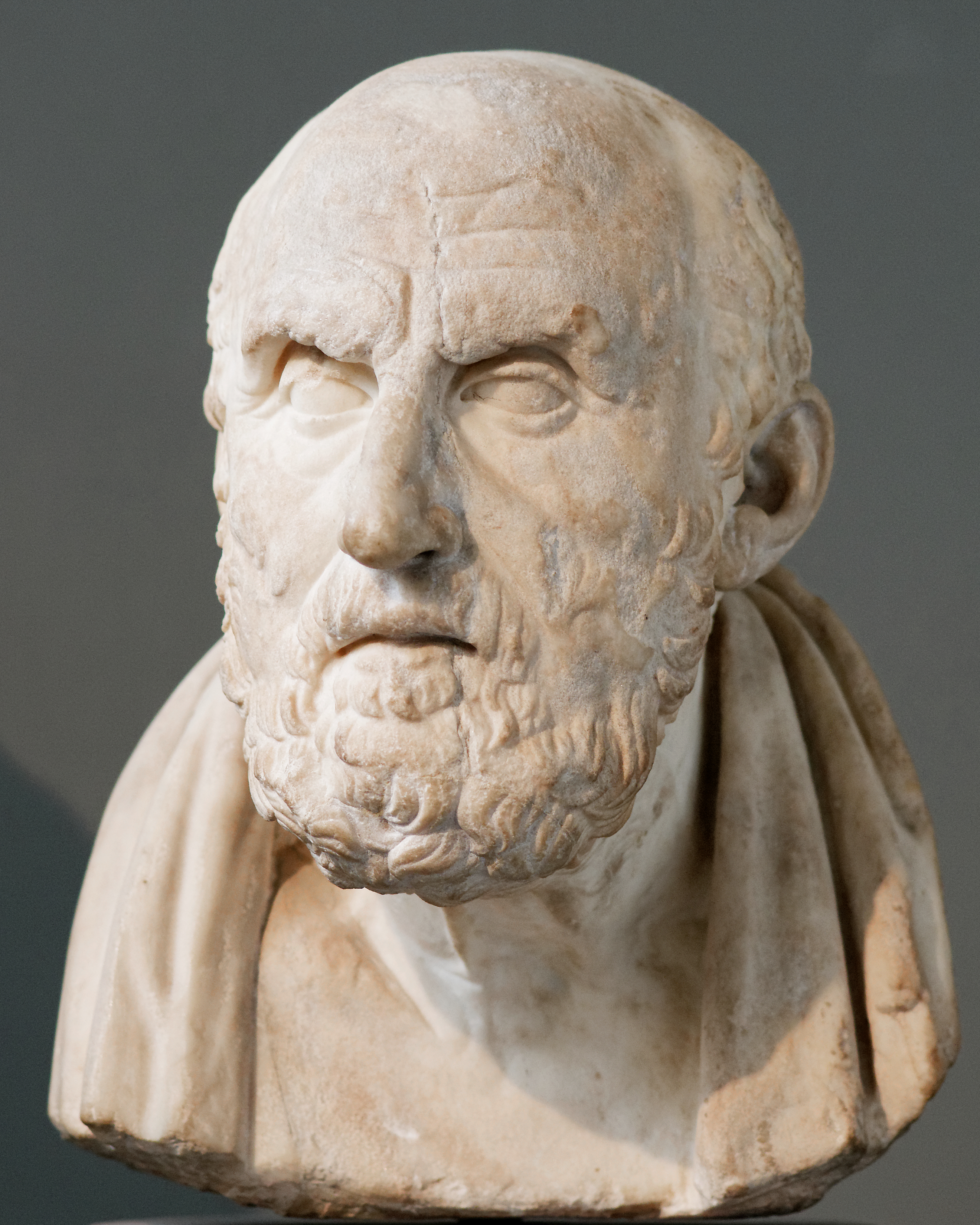
ソロイのクリュシッポス

ギリシア論理学の他の大きな学派としてはストア派がある。ソクラテスの弟子でプラトンよりわずかに年長の紀元前5世紀後半の哲学者メガラのエウクレイデスがストア論理学の起源である。エウクレイデスの弟子・継承者はメガラ学派あるいは論争者と呼ばれ、後には弁証学派とも呼ばれた。メガラ学派の中でも最も重要な弁証家としてディオドロス・クロノスとメガラのフィロンがおり、彼らは紀元前4世紀後半に活動した。ストア派はメガラ派の論理学を取り入れてこれを体系化した。ストア論理学で最も重要な人物はストア派三代目学頭ソロイのクリュシッポス(紀元前278年頃-紀元前206年頃)であり、彼はストア派の教義の多くを形式論理学的に表現した。彼は700以上の著作を著したとされ、そのうち論理学関係の著書は300を超えているが、そのほとんどが現存しない。アリストテレスと違って、メガラ派や初期ストア派の著作は完全な形では残っておらず、彼らについて知るには主にディオゲネス・ラエルティオス、セクストス・エンペイリコス、ガレノス、アウルス・ゲッリウス、キケロといった(時に敵意のある)後代の文献による説明に大きく依拠する必要がある。
ストア派の三つの重要な業績は(i) 様相の説明、(ii) 論理包含の理論、そして (iii) 意味と真理の説明である。
- 様相。アリストテレスによると、当時のメガラ学派は可能態と現実態の区別など存在しないと主張した[22]。ディオドロス・クロノスは可能なものとは現在存在するもの又は未来に存在するだろうものだと定義し、不可能なものとは未来に真でないだろうものだと定義し、不定のものとはすでにそうであるものか又は未来に偽であるだろうものだと定義した[23]。ディオドロスは、「過去に存在したものの全ては真かつ必然である」、「不可能なものは可能なものから生まれえない」、「現在存在しないし未来も存在しないだろうものは可能である」の三命題は定立しえない、といういわゆるマスター・アーギュメントでも有名である。ディオドロスはこの三命題のうち前二者に尤もらしさを用いて、現在存在しないし未来も存在しないだろうものは不可能であると証明した[24]。対照的にクリュシッポスは第二の前提を否定して、不可能なものは可能なものから生まれうると述べた[25]。

- 論理包含。条件文について議論した最初の論理学者はディオドロスと彼の弟子メガラのフィロンである。セクストス・エンペイリコスはディオソロスとフィロンの議論に三度言及している。真なる条件文とは真で始まって偽で終わることのないものであるとフィロンは主張した。例えば「今が日中ならば私は話をしている」といったように。しかし、真なる条件文とは真で始まって偽で終わることの決してないものである―それゆえ今述べた条件文はもし今が日中でありなおかつ私が黙り込むと偽になるとディオドロスは主張した。フィロンの真偽の基準は「if ... then」の今日真理函数の定義とされているものと同じである。セクストスは二度目に言及した際に「彼によれば条件文が真になる方法は三通りあり、偽になる方法は一つだけある[26]」と述べている。

- 意味と真理。メガラ-ストア論理学とアリストテレス論理学の最も重要で著しい違いは前者が名辞ではなく命題を考慮し、そのため近代的な命題論理に近いことである[27]。ストア派は、おそらく雑音である発話(phone)、明瞭に発音しているが無意味な演説(lexis)、意味のある発話である談話(logos)を区別した。彼らの理論のうちもっとも独創的な部分は「レクトン」と呼ばれている、文で表現されるものは実在するものだという説である。これは今日「命題」と呼ばれるものに一致する。ストア派によれば意味するもの、意味されるもの、対象の三者は互いに結びついているとセクストスは述べている。例えば意味するものは「ディオン」という言葉、意味される者はギリシア人が理解するが外人は理解しないもの、対象はディオン自体である[28]。

## アジアの論理学

### インドの論理学
形式論理学は古典期インドでも独立に発生して初期近代まで発展し続けており、ギリシア論理学から影響があったかどうかは知られていない。メダティティ・ガウタマ(紀元前6世紀)は論理学派のアンヴィクシキ派を創始した。紀元前5世紀頃の『マハーバーラタ』(12.173.45)では論理学のアンヴィクシキ派とタルカ派に言及している。パーニニ(Pāṇini、紀元前5世紀頃)は自身のサンスクリット文法を形成する上で、(ブール論理といくつかの共通点を持つ)論理形式を発展させた。チャーナキヤ(紀元前350年ごろ-紀元前283年)は著書『アルタシャーストラ』の中で論理学は独立した研究領域「アンヴィクシキ」だと述べた。
インドの六学派のうち、ニヤーヤ学派とヴァイシェーシカ学派の二つが論理学を扱っている。アクサパンダ・ガウタマ(2世紀)の『ニヤーヤ・スートラ』はヒンドゥー哲学の6つの正統学派の一つニヤーヤ学派の中心的な文献となっている。この実在論的な学派は最初の前提、根拠、事例、応用、結論という五段階の枠組みから成る厳密な推論を発展させた。観念論的な仏教哲学はニヤーヤ学派に対する主な反論者となった。中観派の創始者ナーガールジュナ (150年頃-250年頃)は四句分別として知られる分析を発展させた。この論証法では命題の肯定、否定、肯定かつ否定、肯定でも否定でもないの四種類を体系的に吟味・棄却する。しかし一方で形式的な三段論法を発展させたディグナーガ(480年頃-540年頃)やその弟子で仏教論理学を頂点に導いたダルマキールティといった人々も並行して存在していた。彼らの分析は一定の付随物また浸透物としても知られる必然的な論理的帰結、「ヴィヤプティ (遍充)」の定義に重点を置いていた。この目的のために「アポーハ」つまり差別化として知られる教説が発展した。これは物の特質を定義する際の包含・除外と呼ばれるものと関係している。
こういった試みに伴う困難が部分的にはナヴィヤ・ニヤーヤという名の新しい論理学派の興隆を励起し、同派が16世紀に形式的な分析を展開することになる。この後発の学派は東インド・ベンガル地方で始まり、ゴットロープ・フレーゲの『意義と意味について』や『数の定義』のような現代論理学によく似た理論を発達させ、さらにそれだけではなくナヴィヤ・ニヤーヤ学派の「普遍の制限条件」の理論は近代的な集合論の発展に対していくつかの点で先を越していた。1824年以降インド論理学は西洋の学者の関心を惹き、チャールズ・バベッジ、オーガスタス・ド・モルガン、そしてとくにジョージ・ブールといった19世紀の重要な論理学者に影響を及ぼした。このことはブールの妻メアリー・エヴェレスト・ブールが1901年に書いた『19世紀のインド思想と西洋科学』なる「ボーズ博士への公開書簡」で証言されている: 「1830年-1865年の数学界におけるバベッジ、ド・モルガン、ジョージ・ブールの三人による強烈なインド化の影響とは何だったのかを考えてみよう」

### 中国の論理学
中国では孔子と同時代の墨子が墨家の祖とされているが、墨家の聖典は正しい結論を導く条件や妥当な推論といった問題を取り扱っている。中でも、墨家から別れた学派の名家は原始的な形式論理学を研究したものと何人かの研究者に考えられている。秦王朝成立に続く法家の苛烈な支配によって論理学の研究はいったん途絶え、仏教徒によってインド哲学が導入されるのを待つことになる。

## 中世論理学

### イスラーム哲学における論理学

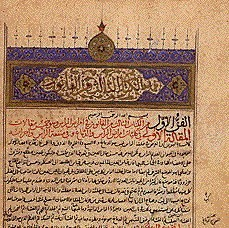
アヴィセンナ論理学の創始者、イブン・スィーナーによる教科書

ファーラービー、イブン・スィーナー、ガザーリー、イブン・ルシュドその他のイスラーム論理学者の著作はアリストテレス論理学を批判的に発展させており、古代の思想と中世の西洋思想の間を取り持った点で重要視されてきた。ファーラービー(873年–950年)はアリストテレス論理学者で、未来の不確定性、範疇の数と範疇間の関係、論理学と文法学の関係、非アリストテレス的な推論形式といった話題について議論した。ファーラービーはまた仮言三段論法や類推の理論についても考えているが、古代においてはこれらはアリストテレスよりもむしろストア派論理学の領分であった。
イブン・スィーナー(アウィケンナ、アヴィセンナ、980年–1037年)はアヴィセンナ論理学の創始者である。アヴィセンナ論理学はイスラーム世界の論理学における主導的な体系としての地位をアリストテレス論理学から奪い、さらにアルベルトゥス・マグヌスのような中世西欧の著述家に甚大な影響を与えた。イブン・スィーナーは仮言三段論法および命題論理に関する著作を残しているが、どちらもストア派論理学の領域である。彼は「時相的に様相化された」三段論法という独自理論を発展させ、科学的方法に対して批判的な、一致法、差異法、共変法といった帰納論理を利用した。イブン・スィーナーの概念のひとつは西欧の論理学者オッカムのウィリアムに特に重大な影響を及ぼした。意味あるいは観念を指すイブン・スィーナー用語「マッナ」はスコラ論理学者によって「インテンティオ」(羅: intentio)とラテン語訳された。中世の論理学・認識論において、この術語は本来は物に対応する心の中の表徴である。これはオッカムの概念論の発展にとって決定的なことであった。普遍的な名辞(例えば「人間」)は実在するあるものを表すのではなく、むしろ実在する多数のものに対応する心の中の表徴(羅:intentio in intellectu)を表す。オッカムはこの見解を支持するためにイブン・スィーナーの「『形而上学』註解」Vを引用している
ファフル・アル=ディーン・アル=ラーズィー(1149年生)はアリストテレスの「第一格」を批判して原始的な帰納論理学を組織立てており、ジョン・スチュアート・ミル(1806年–1873年)による機能論理学の発展の先駆けとなっている。アル=ラーズィーの著作はポスト・アヴィセンナ論理学へ向かうイスラーム論理学の新しい流れの先鞭をつけたと後代のイスラーム学者によってみなされている。この流れは彼の弟子で概念と同意という問題に関わる論理形式を発展させたアフダラッディーン・アル=フーナジー(1249年没)によって練成された。この学派に対する応答の中で、ナスィール・アル=ディーン・アル=トゥースィー(1201年–1274年)は新アヴィセンナ論理学派を創始しており、同派はイブン・スィーナーの著作に忠実であり続け、その後数世紀の間支配的であったポスト・アヴィセンナ論理学派のライヴァルとして存在した。
ギリシア論理学に対する体系だった論駁がシャハブ・アル=ディーン・スフラワルディー(1155年–1191年)の創始した照明学派によって執筆されている。スフラワルディーは全ての様相(必然性、可能性、偶然性、不可能性)を唯一つ必然性の様相に還元してしまう「決定的必然性」の概念を発展させた。イブン・アル=ナフィス(1213年–1288年)がアヴィセンナ論理学の研究書を著しているが、それはイブン・スィーナーの『アル=イシャラト』(表徴)と『アル=ヒダヤー』(手引き)の注釈書という形で書かれている。ギリシア論理学に対するもう一つの体系的な論駁としてイブン・タイミーヤ(1263年–1328年)の『アル=ラッド・ッアラ・アル=マンティキイン』(ギリシア論理学者に対する論駁)があるが、本書では三段論法の妥当性ではなく有用性が問題視されており、帰納推論の方が好ましいものとされている。イブン・タイミーヤは三段論法の確かさにも疑問を呈しており、類比を好ましいものとした。彼の主張は、帰納に基づく概念はそれ自体として確かではなく起こりそうだというだけにすぎず、そのためそうした概念に基づいた三段論法は類比に基づいた主張と確かさにおいて変わるところがないというものであった。さらに、帰納はそれ自体類比的な過程を経て行われるのだと彼は主張した。彼の類推のモデルは法廷弁論に基づいて組み立てられていた。この類推のモデルはジョン・フロリアン・ソワの近年の著作で利用されてきた。
15世紀のムハンマド・イブン・ファイド・アミン・アル=シャルワーニーの『シャルー・アル=タクミル・フィル=マンティク』はアラブ人による論理学書で研究がよくなされてきたものの中では最後の著名な作品である。といっても論理学に関して「数千ページの上にさらに数千ページ」が14世紀から19世紀の間に書かれているのだが、この時期に書かれた作品のほんの一部が歴史家によって研究されているのが現状であり、そのためこの時代のイスラーム論理学書の原典はほとんど知られていない。

### 中世西欧の論理学

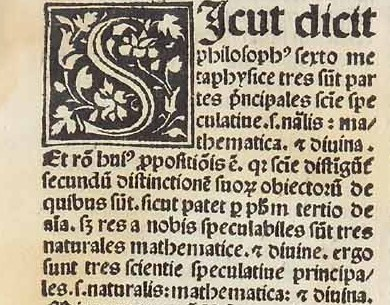
ブリトの「旧論理学」に対する質問状

「中世論理学」(「スコラ論理学」としても知られる)は一般的に、1200年代から1600年代までの中世西欧で発展したアリストテレス論理学の一形態を指す。ストア論理学は形成されて数百年の内に古代世界で支配的な論理体系となっていた。暗黒時代を経て論理学の研究が復活したとき、その主な根拠はキリスト教哲学者ボエティウスであったが、彼はアリストテレス論理学に親しんでおり、ストア派の著作には不案内であった。12世紀までの西欧で利用可能なアリストテレスの著作は『範疇論』、『命題論』、それにポルピュリオスの『イサゴーゲー』(範疇論の注釈書)のボエティウスによるラテン語訳のみであった。これらの著作は「旧論理学」(羅: Logica Vetus または Ars Vetus) として知られていた。この流れにおける重要な作品は『イサゴーゲー』註解であるペトルス・アベラルドゥス(1079年–1142年)の『イングレディエンティブス』(羅: Logica Ingredientibus) である。彼の直接的な影響は小さいが、ソールズベリのジョンといった弟子を通した影響は大きく、彼の厳密な論理的分析を神学へ適用する手法は、続く時代の神学的批判が洗練される道筋を作った。
13世紀初めまでにはアリストテレスの『オルガノン』の残りの作品(『分析論前書』、『分析論後書』、『詭弁論駁論』)が西欧で復活した。それまでの論理学書はその大部分がアリストテレスの著作の言い換えや註釈であった。13世紀中ごろから14世紀中ごろまでは論理学の顕著な発展がみられた時代の一つであり、特にそれまでのアリストテレス主義にあまり基づいていない独創的な三つの分野での発展がみられた。その三分野とは:
- 代示(羅:Suppositio)の理論。代示理論では述語(例えば「人間」)が個々のもの(例えば全ての人間)の領域にどう及んでいるのかといった問題を扱う[64]。「全ての人間は動物である」という命題において、「人間」という言葉は今現在存在している全ての人間に及んでいる、つまり全ての人間を「代示」しているのか? あるいは過去・未来にわたる全ての人間をその範囲としているのか? 言葉は存在していない個々のものを代示しうるのか? この概念は現代の一階述語論理の先駆者だと主張する中世学者もいる[65]。「『コプラティオ』(形容詞の指示可能性)や『アンプリアティオ』(指示領域の拡張)、『ディストリブティオ』といった関連する理論とともに代示理論は西欧中世論理学のもっとも独創的な業績の一つを成す[66]。」

- 共義語 (羅: Syncategoremata) の理論。共義語は論理学的に必須の単語であるが、自義語 (羅: categoremata) とは違って単独で何かを意味することができず、他の言葉と伴うことで「共に意味する」ことができる。「と」、「ない」、「全ての」、「もし」などが共義語の例である。

- 推断 (羅: consequentia) の理論。推断は仮定的・条件的な命題、つまり二つの命題が「もし...ならば~」という形でつながった命題である。例えば「人間が走るなら神は存在する」(羅: Si homo currit, Deus est)[67]。オッカムのウィリアムの『論理学大全』で推断の理論の完全に発達した姿がみられる。そこでオッカムは「質量的な」推断と「形式的な」推断とを区別しているが、これは大まかに言ってそれぞれ現代の論理包含と論理的示唆と同等である。同様の説明がヨハネス・ブリダヌスおよびサクソニアのアルベルトゥスによってもなされている。

この流れの最後に位置する重要な作品としてはヨハネス・ポインソト(1586年-1664年、聖トマスのヨハネスとして知られる)の『論理学』、フランシスコ・スアレス(1548年–1617年)の『形而上学的論争』、ジョバンニ・ジローラモ・サッケーリ(1667年–1733年)の『実証論理学』(羅:Logica Demonstrativa)がある。

## 伝統的論理学

### 教科書の伝統

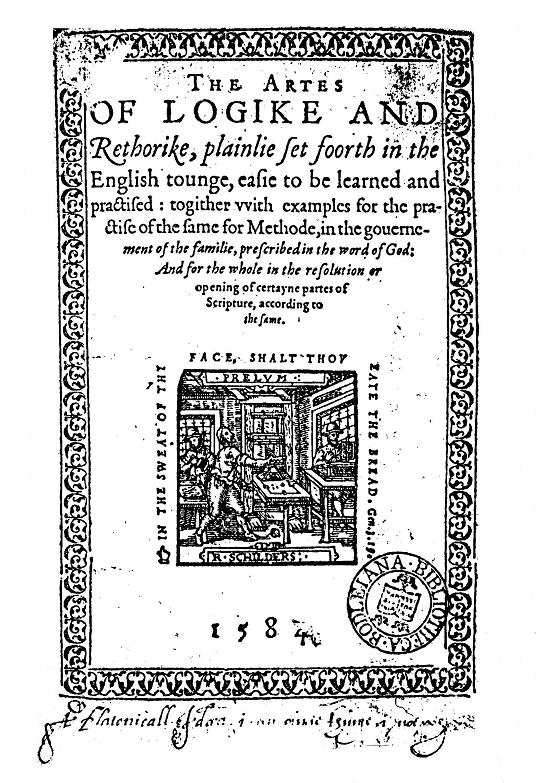
ダッドリー・フェンナー『論理学の技芸』(1584年)

伝統的論理学は一般的にはアントワーヌ・アルノーとピエール・ニコルの『論理学、あるいは思考の技法』、通称『ポール・ロワイヤル論理学』に始まる教科書の伝統である。『ポール・ロワイヤル論理学』は1662年に出版され、19世紀までの間イングランドで最も影響力の大きい論理学書となった。本書はアリストテレス及び中世の名辞論理学の枠組みの中にデカルトの教説(例えば、命題は名辞よりむしろ観念の結合である、等)を大まかに表している。1664年から1700年までの間に八刷を重ね、それ以降の時期にも顕著な影響を及ぼした。ジョン・ロックが『人間悟性論』で与えた命題の説明は根本的には『ポール・ロワイヤル論理学』のものと同じである: 「音声的な命題、つまり言葉[は]、我々の持つ観念の表徴[であり]、肯定文あるいは否定文を構成したり分離したりする。そのため命題は肯定あるいは否定を意味するものに従って、こういった表徴を構成したり分離したりすることのうちにある。」  (Locke, An Essay Concerning Human Understanding, IV. 5. 6)
もう一つの影響力の高い作品はフランシス・ベーコンの1620年に発表された『ノヴム・オルガヌム』である。書名は「新機関」と訳せるが、これはアリストテレスの作品『オルガノン』を意識したものである。本書の中でベーコンはアリストテレスの三段論法を否定して代わりに「遅々としていて骨が折れるが誠実な作業によって物から情報をかき集め、その情報を理解へと導く」方法を好ましいものとした。この方法は帰納推論と呼ばれるものである。帰納法は経験的観察から始まり下流の自然法則や命題へと進む。下流の自然法則からより上流の、より一般的な法則が(帰納によって)導き出される。熱のような「現象する自然」の原因を発見する際には、熱が見いだされる全ての場合をリストアップしなければならない。そこでもう一つのリストが書きあげられ、そのリストには熱がない場合を除いて最初のリストにあるのと同じすべての条件が書かれている。三つ目の表には熱が変化する場合がリストアップされている。熱の「様式的自然」、つまり原因は第一の表に含まれるすべての場合に共通し、第二の表に含まれるどの場合にも存在せず、第三の表に含まれるそれぞれの場合で程度に差があるものでなければならない。
教科書の伝統に属する他の作品としてアイザック・ウォッツの『論理学: あるいは理性の正しい使い方』(英: Logick: Or, the Right Use of Reason、1725年)、リチャード・ウェイトリーの『論理学』(英:Logic、1826年)、ジョン・スチュアート・ミルの『論理学体系』(1843年)がある。『論理学体系』はこの流れにおける最後の主要作品の一つであるが、論理学の基礎は内観にあるというミルの思想は、論理学は心理学の一分野としてみると最もよく理解できるという、特にドイツでのその後50年の論理学の発展を支配することになる思想・アプローチに影響した。

### ヘーゲル哲学における論理学

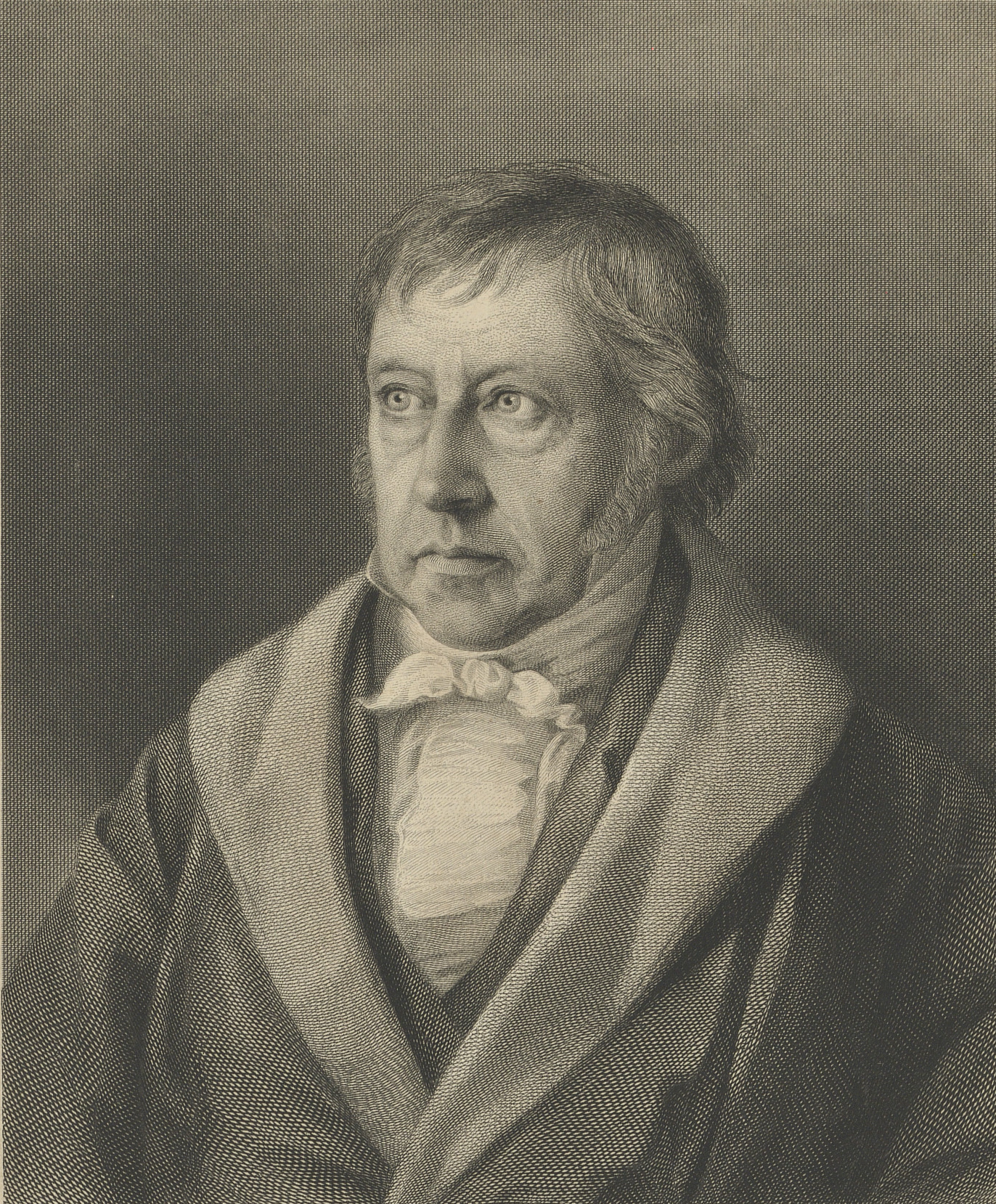
ゲオルク・ヴィルヘルム・フリードリヒ・ヘーゲル

ゲオルク・ヴィルヘルム・フリードリヒ・ヘーゲルは、彼の大部な著書『大論理学』を要約した作品で1817年に発表した『エンチクロペディー』第一部において自身の哲学体系に対する論理学の重要性を示唆している。『小論理学』とも呼ばれる『エンチクロペディー』の中の『論理学』は、よく知られているように、範疇の中の最も空虚で抽象的なものから生まれる一連の変化を展開している: ヘーゲルは『純粋存在』と『純粋無』、つまり自身に先立つすべての範疇を包含・解明するような範疇から始め(て、絶対へ至ろうとす)る。表題に反してヘーゲルの『論理学』は本当は妥当な推論の学問に対する研究ではない。前提から妥当な推論を通じて概念に関する結論を導くよりもむしろ、一つの概念について考えると別の概念も考えなければいけなくなることを示そうとヘーゲルは試みている(例えば循環小数と有理数との関係や極限と微分との関係を考察して、「量」の概念なしに「質」の概念を持つことはできないと彼は主張する); また、ここで衝動は個人の心理的な問題ではなく、概念自体の内容物からほとんど組織的に立ち上がってくるものである。彼の目的は―真に理性自体の―「絶対」の理性的構造を示すことにある。一つの概念からその対義的概念へと、そしてさらに別の概念へと思考が流れていく方法はヘーゲルの弁証法として知られている。
ヘーゲルの『論理学』は主流派の論理学研究にほとんど影響を及ぼさなかったが、そこからの影響をみることができる作品としてカール・フォン・プラントルの『西洋論理学史』(独: Geschichte der Logik in Abendland、1855年-1867年)やイギリス観念論者の作品-例えばフランシス・ハーバート・ブラッドリーの『論理学の諸原理』(英:Principles of Logic、1883年)-、そしてカール・マルクスおよびマルクス主義諸学派の経済学、政治学、哲学等の研究といったものがある。

### 論理学と心理学
ミルとフレーゲの著作の間で、論理学が広く記述科学として、あるいは推論の構造の経験的研究、また根本的には心理学の一分野として扱われた期間は半世紀に及んだ。例えばドイツの心理学者ヴィルヘルム・ヴントは「心理学的な思考法則から論理形式を」導き出すことを主張し、「心理学的思考は常によりわかりやすい形の思考である」と強弁した。この思想は当時のドイツの哲学者の間に広まった: テオドール・リップスは論理学を「心理学の内のある特定の規則」と評した; クリストフ・フォン・ジグヴァルトは論理的必然性を人間がある方法で考えようとする衝動に基礎づけられたものとして理解した; そしてベンノ・エルドマンは「論理的法則は我々の思考の範囲内にのみ存続する」と主張した。こういったものがミルの著作が発表されて以降の時期の支配的な見方であった。こういった論理学に対する心理的アプローチはゴットロープ・フレーゲによって否定された。同アプローチはエトムント・フッサールにも、その著書『論理学研究』(1900年)第一巻において包括的かつ破壊的な批判を成されてもいるが、この批判は「圧倒的」と評されている。論理学を心理学的考察によって基礎づけることは全ての論理学的真理を証明されていない状態にしてしまうことや懐疑主義・相対主義が不可避な結果であることを示唆しているとフッサールは強烈に主張した。
このような批判によっていわゆる「心理学主義」が即座に根絶されたわけではない。例えば、アメリカの哲学者ジョシア・ロイスはフッサールの批判の力は認めつつも、心理学の発展が論理学の発展を伴うものであり、逆もまた真であることを「疑いえない」と考え続けている。

## 現代論理学の興隆
14世紀から19世紀初めの間の期間は概して衰退と否定の時期であり、論理学史家によって一般に不毛期とみなされている。論理学の復活は、19世紀半ば、論理学が数学で用いられる正確な証明法を範とする厳密で形式的な学科へと発展する革命期に起こった。この時期の現代のいわゆる「記号」または「数理」論理学の発展は論理学2000年の歴史の中で最も顕著なものであり、人類の知性の歴史の中で最も重要で注目すべき出来事だと言える。
数多くの特徴によって現代論理学が旧来のアリストテレス論理学や伝統的論理学から区別されるが、中でもとくに重要なものは以下:  現代論理学は根本的には「計算」であって、この計算を遂行する規則は、用いられる記号の「意味」によってではなく、数学と同様に記号の「形式」によって決まる。現代論理学者は、真に数学的な結果に関して論争が長引くことがないという数学の「成功」に強く影響されている。ラプラスが定積分の計算を間違えたために月の軌道に関する誤りが起き、それが50年近く存続したとしても、誤りがひとたび見つけられると大きな論争を起こすことなく正されるとC・S・パースは述べている。パースはこれを伝統論理学にまつわる不確かさと、そして特に形而上学における推論と対比させているのである。真に「正確な」論理学は数学的な、つまり「図式的」・「記号的」な思考に基づくと彼は主張した。「こういった方法に則る者たちは[...]ひとたび疑われるとすぐに正されるものを除いてあらゆる誤りから免れるだろう。」 また、現代論理学は「抽象的」であるよりもむしろ「構成的」である; つまり、自然言語(あるいは妥当性に関する心理学的直観)から導き出した一般原理を抽象化・定式化するよりもむしろ、形式的な方法によって一般原理を構成し、その後に自然言語における解釈を模索するのである。これは完全に記号的である、つまり(中世論理学者が共義語と呼んだ)論理的に不変なものと自義語の両方が記号で表される。最終的に、現代論理学は心理的・認識論的・形而上学的な問いを堅く退ける。

## 現代論理学の時代
現代論理学の発展は大きく五つの時期に分けられる:
- ライプニッツから1847年までの胎動期、この時期には論理演算という発想が、特にライプニッツによって議論され発展したが学派が形成されることはなく、孤立した断続的な試みがなされては放棄され、あるいは無視された。
- ブールの解析からシュレーダーの『講義集』(独:Vorlesungen)までの代数の時代。この時期には現代論理学の実践者が増加し、発展が大きく継続するようになった。
- フレーゲの『概念記法』からラッセルとホワイトヘッドの『プリンキピア・マテマティカ』までの 論理主義者の時代。この時期は、全ての数学的・科学的談話の論理を一つの統一された体系にまとめ上げることを狙いとし、全ての数学的真理が論理的であるということ根本的原理として非論理的な語法を認めない論理主義者によって支配されていた。主な論理主義者にはフレーゲ、ラッセル、初期のヴィトゲンシュタインがいる[86]。この時代の頂点となるのは、初期の発展の障害となっていた二律背反の徹底的な考察が行われ、解決が試みられた『プリンキピア・マテマティカ』である。
- 1910年代から1930年代までのメタ数学の時代、ヒルベルトの有限主義（英語版）体系やレーヴェンハイム（英語版）およびスコーレムの非有限主義的体系においてメタ論理学の発展がみられ、さらにゲーデルおよびタルスキの著作の中で論理学とメタ論理学が組み合わされた。1931年に発表されたゲーデルの不完全性定理は論理学の歴史における最大の業績の一つである。1930年代後半にはゲーデルは集合論的構成可能性の理論を発展させた。
- 戦後論理学の時代、数理論理学が相互に関係するが離れている4つの研究領域、モデル理論、証明論、計算可能性理論、そして集合論に分かれ、その概念・方法が哲学に影響し始めた。

### 胎動期

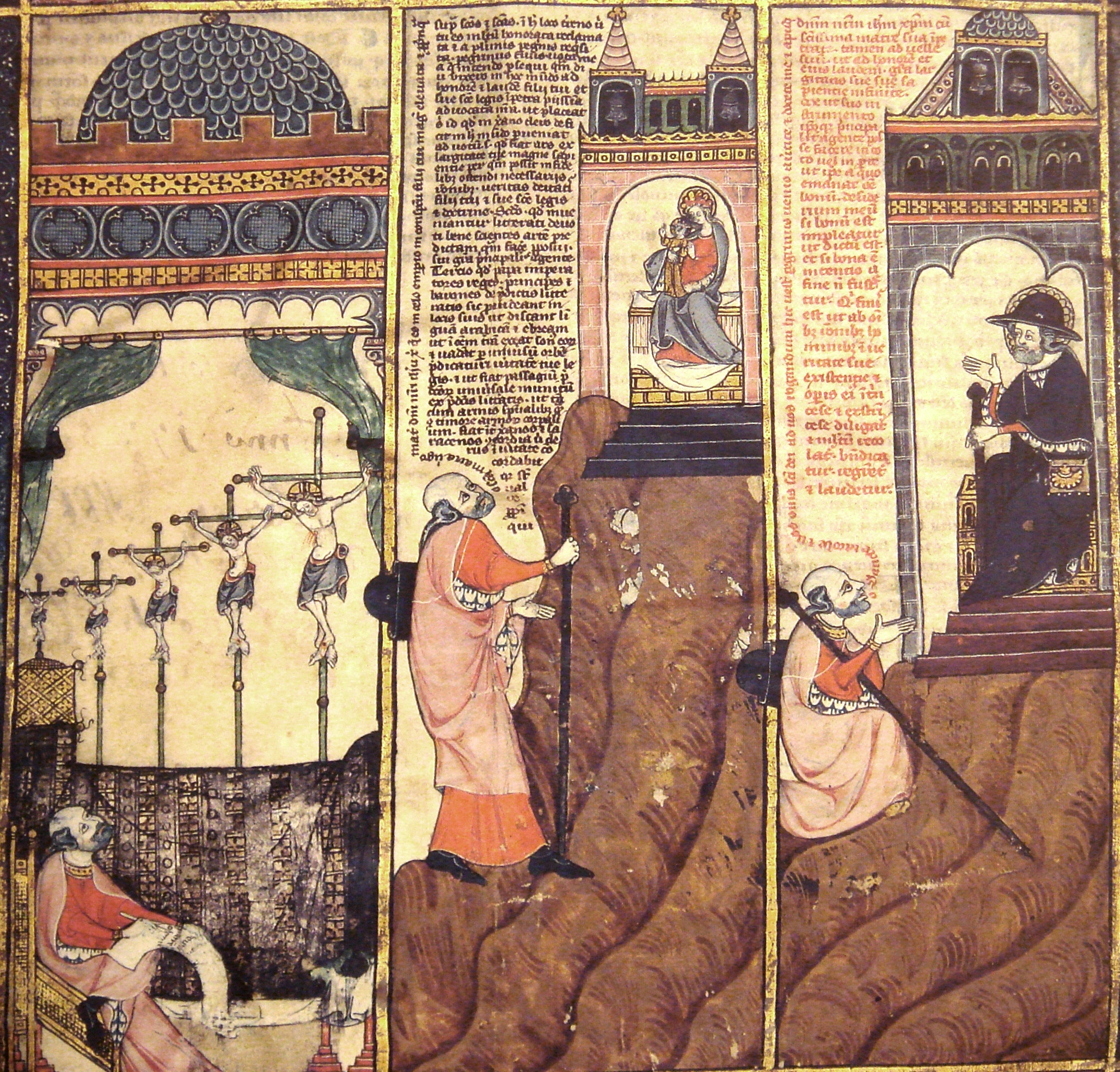
ライムンドゥス・ルルスの生涯。14世紀の写本より。

推論が純粋に機械的な過程によって表せるという発想は、同心環の体系によって結論を導くという(幾分風変わりな)方法を提案したライムンドゥス・ルルスに早くも見出される。オックスフォード計算家と呼ばれる論理学者たちの作品によって、言葉で論理的計算(羅:calculationes)を書き下ろす代わりに省略して文字を使う方法が作られ、例えばヴェネツィアのパウルスの『大論理学』(羅:Logica magna)で使われた。ライムンドゥス・ルルスから300年の後に、あらゆる論理学・推論は加法と減法という数学的作業に還元できるとイギリスの哲学者・論理学者のトマス・ホッブズが主張した。同じ発想はライプニッツの著書にも見出されるが、彼はライムンドゥス・ルルスとホッブズの著作を読んでいて、論理は組み合わせ処理あるいは計算によって表せると主張した。しかし、ライムンドゥス・ルルスおよびホッブズと同様に、彼も詳細で包括的な体系を構築するのには失敗しており、この話題に関する彼の著作は死後長い間公刊されなかった。通常言語は「無数の曖昧なもの」に従わなければならず計算には適さない、というのも計算の役目は推論において語の形式・構造から生まれる誤りを暴き出すことだからである、とライプニッツは言う; それゆえ、彼は複雑な概念を表現するために構成され得る基本的な概念をすべて含む人間の思考のいろはを見極めることと、「私たちが一目で誤りを発見できるように、そして人々が論争を行っているときにただ『計算してみよう』とだけ言うために、数学者がやるのと同じだけ確実に」推論を行う「推論計算機」を作ることとを提唱した。
ジェルゴンヌ(1816年)は、推論はそれに対して完全に明確な観念を持っているところの対象に関するものである必要はない、というのは代数的な操作はそこで使われた記号の意味の観念を有さずとも実行できるからだと述べた。ボルツァーノは変数の用語において論理的帰結つまり「演繹可能性」の定義を行う際に現代の証明論の基本的な観念を予想した: i, j, ...という変数があるとき、命題の集合a, b, c ...が真になるような任意の値をi, j, ...に代入したとき同時に命題n, o, p ...も真になるならn, o, p ...は a, b, c ... から演繹できる。これは今日では意味論的妥当性として知られている。

### 代数の時代

ブール演算表

現代論理学は、ブールを起源としパース、ジェヴォンズ、シュレーダー、ジョン・ヴェンを含むいわゆる「代数学派」に始まる。彼らの目的はクラス、命題、確率の領域で推論を形式的に表せるように計算を発達させることであった。この学派は、1847年に発表されとても強い影響力を及ぼしたブールの作品『論理学の数学的分析』(英:Mathematical Analysis of Logic)とともに始まったが、ごく近い先駆者としてド・モルガン(1847年)がある。ブールの体系の基本的な発想は、代数学数式は論理的関係を表すのに使えるというものであった。ブールはこれを10台の頃に思いつき、リンカンの私学校時代に露払いとして用いた。例えば、xとyにクラスを表させ、=にクラスが同じ成員を持つことを表させ、xyにxとyの全ての成員を、そしてxとyの成員だけを表させ、等々。ブールはこれらを「選択記号」すなわち考察するためにある対象を選択する記号、と呼んだ。選択的記号が用いられた表現は「選択函数」と呼ばれ、選択的函数を含む方程式は「選択方程式」である。選択函数の理論と選択函数の「発展」は、真理函数とその加法標準形による表現という本質的に現代的な観念である。
ブールの体系はクラス論理学および命題論理学という二種類の解釈を許す。ブールは三段論法の理論で取り扱うような「一次命題」と命題論理学で取り扱う「二次命題」を区別し、異なる「解釈」の下で代数系が両者をどう表せるのかを示した。一次命題とは例えば「全住民がヨーロッパ系かアジア系である」である。二次命題とは例えば「全住民がヨーロッパ系であるか全住民がアジア系であるかのどちらかである」である。この二つは現代的な論理演算においては容易に区別でき、さらに後者は前者に包含されることも示せるが、ブールの体系ではこれを表すことができないのがブールの体系の大きな欠点である。
『記号論理学』(英:Symbolic Logic、1881年)において、ジョン・ヴェンは命題のクラスと真理値のBoolean relationを記述する上で領域の重なる図式を用いた。1869年にジェヴォンズはブールの方法が機械的に進められることを示し、「論理機械」を組み立てて翌年に王立協会に提出した。1885年にアラン・マーカンドが論理機械の電動版を作成しており、今も現存する(picture at the Firestone Library)。
(存在命題を表すのにvという文字を使うなどの)ブールの体系の欠点は全て彼の追随者たちによって改善された。ジェヴォンズは1864年に『純粋論理学、または量とは別の質の論理学』(英:Pure Logic; or, the Logic of Quality apart from Quantity)を出版し、その中で非常に簡素化されたブールの体系に則って排他的論理和を表す記号を提案した。これは、シュレーダーの『講義集』(独:Vorlesungen、1890年–1905年)のなかでparallel columnに定理を適用する際に便利に利用された。パース(1880年)は、全てのブール選択関数を一つの原始的な二項演算「否定論理和」と、同頻度で「否定論理積」を利用して表す方法を示したが、他の多くのパースの業績と同様に、1913年にシェファーが再発見するまでは知られないままでいた。ブールの初期の著作も、パース(1867年)、シュレーダー(1877年)、ジェヴォンズ(1890年)に源を発する論理和の知識や、ジェルゴンヌ(1816年)が最初に提案しパース(1870年)が明確に表現した内含 (Inclusion (logic)) という概念を欠いていた。
ブール代数系の成功により、あらゆる論理は代数的に表せると主張されるようになり、そういった形式で関係の論理を表そうという試みが生まれたが、その中でも最も野心的なものはシュレーダーの記念碑的作品『論理代数講義』(独:Vorlesungen über die Algebra der Logik、vol iii 1895)である。しかし基本的な考えはやはりパースによって予期されていた。

### 論理主義者の時代

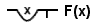
フレーゲの「概念記法」

ブール以降、次の大きな発展はドイツの数学者ゴットロープ・フレーゲによってなされた。フレーゲの目的は論理主義の計画、つまり算術は論理と全く等しいと示すこと、にあった。論理学に対する厳密で形式的なアプローチにおいてフレーゲは先達の遥か先を行っており、また彼の計算法、いわゆる概念記法は重要である。フレーゲは数の概念が純粋に論理学的な手法で表されることを示そうと試み、その結果(彼が正しければ)計算や計算に還元できる全ての数学の分野は論理学に包含されるようになった。かれはこのことを提案した最初の著述家ではない。彼の先駆的作品『算術の基礎』(15章-17章)において、彼はライプニッツ、ミル、ジェヴォンズの業績を認めており、ジェヴォンズの「代数学は高度に発達した論理学、つまり論理的区別を欠いた数である」という主張を引いている。
フレーゲの処女作『概念記法』は命題論理を厳密に公理化した体系であり、たった二つの論理和(否定と論理包含)、二つの推論規則(モーダスポネンスと代入)、六つの公理のみで構築されている。フレーゲはこの体系の「完全性」に言及しているが、それを証明することはできなかった。しかし、最も顕著な革新は彼による、数学の関数の概念を使った量化子の説明であった。伝統的論理学では「カエサルは人間である」という文を「全ての人間は死すべきものである」と根本的には同じ形式のものだとして扱う。固有名詞を主語とする文はその固有名詞が普遍を表すものとして扱われ、「全てのカエサルは人間である」と解釈される。量化子による表現「全ての人間」は「全ての人間」と論理的・意味論的形式において異なり、普遍命題「全てのAはBである」は二つの「関数」、つまり「-はAである」と「-はBである」の、前者を満足する-は全て後者も満足するような合成命題であるとフレーゲは主張した。現代の記法では、これは以下のように表現される
(x) Ax -> Bx
日本語で書き下せば「全ての(任意の)xについて、AxならばBxである」となる。単称命題だけは主語-述語の形式をとり、還元できずに単称である、つまり一般命題に還元できない。対照的に普遍命題と特殊命題は単純な主語-述語の形式を決してとらない。「全ての哺乳類」が「全ての哺乳類は陸生である」という文の論理的主語であれば、文全体を否定するために述部を否定して「全ての哺乳類が陸生『というわけではない』」という文を与えるであろう。しかしこの場合はそうではない。このような通常言語文の関数的な分析は後に哲学と言語学に甚大な影響を与えた。
これはフレーゲの計算においては、ブールの「一次」命題が「二次」命題から異なった形で表せることを意味する。「全ての住民はヨーロッパ系かアジア系のどちらかである」は
(x) [ I(x) -> (E(x) v A(x)) ]
と表せるのに対して「全ての住民がヨーロッパ系であるか全ての住民がアジア系であるかのどちらかである」は
(x) (I(x) -> E(x)) v (x) (I(x) -> A(x))
フレーゲはブールの計算を否定して次のように述べている:
「真の違いは私が[ブールが行ったような]二つの部分への分割[...]と大量の同質な表現の提示を避けたことである。ブールにおいては二つの部分が並んでお互いに働き、結果一方が他方の鏡像ということになるが、まさにそのためにそれに対する何らの有機的な関係の代理を務めない。」
統一的・包括的な論理体系を提供しただけでなく、フレーゲの計算は古典的な多重普遍性問題をも解決した。「全ての女の子が男の子にキスをした」の曖昧さは伝統的論理学では表現困難だが、フレーゲの論理学ならばこれを量化子の射程の違いによって捉えることができる。そのため
(x) [ girl(x) -> E(y) (boy(y) & kissed(x,y)) ]
は、そこにいる全ての女の子に対応してキスをした相手である男の子(皆がそうする)が存在することを意味する。対して
E(x) [ boy(x) & (y) (girl(y) ->  kissed(y,x)) ]
は、何らかの特定の少年がいて彼に全ての女の子がキスをしたことを意味する。このような道具立てがなければ論理主義の計画はあやふやであったり不可能であっただろう。これを使うことでフレーゲは祖先関係、多対一関係、数学的帰納法の定義を与えた。
この時期はデーデキント、パシュ、ペアノ、ヒルベルト、ツェルメロ、ハンティントン、ヴェブレン、ハイティングらいわゆる数学派の著作刊行と重なっている。彼らの目的は幾何学、算術、解析、集合論のような数学の分野を公理化することであった。
論理主義計画は1901年のバートランド・ラッセルが示したパラドックスにより半致命的な頓挫を経験した。これによりフレーゲの素朴集合論から矛盾が導かれることが証明された。フレーゲの理論は、どんな形式的基準に対しても基準に適するもの全てを含む集合が存在するというものであった。それに対して、自身が自身の要素ではない集合を、それらだけを含む集合は自身の定義と矛盾する(それが自身の要素ではないならば自身の要素でないといけなくなるし、自身の要素であるならば自身の要素であってはいけないことになる)ということをラッセルが証明したのである。今日ではこの矛盾はラッセルのパラドックスとして知られている。このパラドックスを解決する重要な方法の一つはエルンスト・ツェルメロにより提案された。ツェルメロ集合論は最初の公理的集合論である。これが発展して今日標準的なものとなっているツェルメロ＝フレンケル集合論(ZF)となった。
1910年-1913年に発表された数学基礎論において記念碑的なラッセルとアルフレッド・ノース・ホワイトヘッドによる三巻からなる作品『プリンキピア・マテマティカ』では階型理論を構築することでパラドックスを構築しようと試みられている: 要素の集合は互いが互いの要素であるよりもむしろ異なる型に属しており(集合は要素ではない; 要素は集合ではない)、「全ての集合の集合」なる概念について述べることはできない。『プリンキピア』は記号論理学においてよく定義された一連の公理と推論規則からすべての数学的真理を引き出そうという試みであった。

### メタ数学の時代

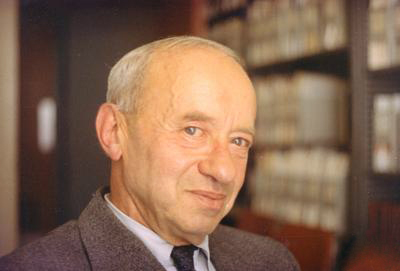
アルフレト・タルスキ

ゲーデルとタルスキの名前が1930年代、メタ数学-数学的手法を用いてメタ理論、つまり他の数学的理論に関する数学的理論、を作り出す数学-の発展において決定的な時代を支配した。メタ数学に対する初期の研究はヒルベルト・プログラムによって駆り立てられた。ヒルベルト・プログラムは、有限個の公理で全ての数学を基礎づけることで数学の基礎付けにおいて進行中の危機を解決しようとするもので、「有限主義」的な手法によって数学に無矛盾性を与え、全ての数学的言明の真偽を判断する手続きを提供する。メタ数学の研究が頂点に達したのは、一階述語論理による任意の文は論理的に妥当であるときに、そしてそのときのみ-すなわち、その文がその言語におけるいかなる構造においても真であるとき-導出可能である。これはゲーデルの完全性定理として知られる。その後、彼は二つの重要な定理を証明しており、ヒルベルト・プログラムはその元々の形では達成不可能であることがそれによって示された。二つのうちの一つ目は、アルゴリズムやコンピュータ・プログラムのような効果的方法によってその定理を並べ挙げることができるような無矛盾な公理系で自然数に関する全ての事実を与えられるようなものはないという定理である。そのような全ての系に対して、真であるがその系から証明できない自然数に関する命題が常に存在する。二つ目は、そうした系が自然数に関する基本的な事実を証明できるならば、その系は自身の無矛盾性を証明できないというものである。この二つの結果はゲーデルの不完全性定理、あるいは単に「ゲーデルの定理」と呼ばれる。後に、ゲーデルは選択公理および連続体仮説がツェルメロ＝フレンケル集合論と無矛盾であることの証明の一環として集合論的構成可能性の概念を発達させた。
証明論においては、ゲルハルト・ゲンツェンが自然演繹とシークエント計算という概念を発達させた。自然演繹とは論理的推論を、それが実践の中で「自然に」起き、直観論理に最も容易に適用できるものであるように造形しようとする試みであり、シークエント計算は任意の形式的体系において論理的証明の導出を定式化するために構築される。ゲンツェンの著作以降、自然演繹とシークエント計算は証明論、数学的論理学、計算機科学といった分野に広く適用されてきた。また、ゲンツェンは正規化定理とカット除去定理を証明したが、これは論理的証明を正規の形式に還元するのに使われるもので直観論理及び古典論理に呈してなされた。
ウカシェヴィチの弟子アルフレト・タルスキは真理と論理的帰結の定義、論理的充足という意味論的概念によって最もよく知られている。1933年に、彼は(ポーランド語で)『形式言語における真理の概念』を発表し、その中で自身の真理の意味論を提案した: 「雪は白い」のような文は雪が白いときに、そしてそのときにのみ真である。タルスキの理論はメタ言語、つまり言明を真にするもの、と対象言語、つまり真であると主張される文を包含するもの、とを区別して、対象言語の語句と解釈の要素との間に一致(Tスキーマ)を与えた。真理を説明するという困難な課題に対するタルスキのアプローチは論理学と哲学に、特にモデル理論の発展に永続的に影響を与えている。タルスキは演繹系の方法論や完全性、決定可能性、無矛盾性、構造といった重要な諸原理に関する重要な研究も行っている。Anita Fefermanによれば、タルスキは「20世紀の論理学の相貌を一変させた。」
アロンゾ・チャーチとアラン・チューリングは計算可能性の形式的なモデルを提議し、1936年および1937年にそれぞれ独自にヒルベルトの「決定問題」を否定的に解決した。「決定問題」とは、任意の形式的・数学的言明が与えられたときにその言明の真偽をアルゴリズム的に決定できる手順を探求するものである。チャーチとチューリングはそのような手順が存在しないことを証明した; チューリングの論文ではアルゴリズム的な解決が存在しない数学的問題の重要な例として停止性問題が挙げられている。
チャーチの計算のシステムは発展してラムダ計算となり、一方チューリングマシンは多目的計算装置の標準的なモデルとなった。他にも数多くの計算モデルが提起されたが、それらは皆チャーチやチューリングが提案したものと同等の能力を持っていた。この結果から、人間が実行できる任意の確定的アルゴリズムはチューリングマシンも実行できるというチャーチ＝チューリングのテーゼが導かれた。チャーチは補足的な決定不可能の結果を証明し、ペアノ計算も一階述語論理も決定不可能であることを示した。その後、1940年代にエミール・ポストとスティーヴン・コール・クリーネが計算可能性理論の射程を拡張し、チューリング次数の概念を導入した。
20世紀最初の十年の成果は分析哲学や哲学的論理学に、特に1950年以降の様相論理、時相論理、義務論理、適切さの論理といった分野に影響を及ぼした。

### 戦後論理学

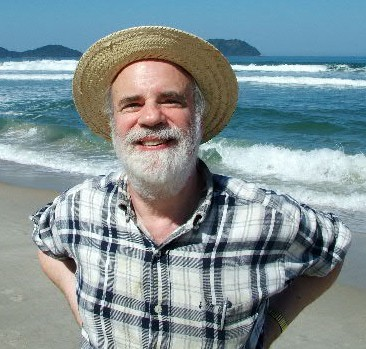
ソール・クリプキ

第二次世界大戦後、数理論理学は4つの互いに関連するが離れあった領域、つまりモデル理論、証明論、計算可能性理論、そして集合論に分かれた。
集合論においては、強制法がモデルを構築して独立した結果を得るための方法を提供して革命が起きた。1962年にポール・コーエンがこの方法を導入して連続体仮説と選択公理がツェルメロ＝フレンケル集合論から独立であることを証明した。彼の技巧は導入してすぐに簡素化および拡張されたものであり、これ以降数理論理学のあらゆる分野で他の様々な問題に導入されてきた。
計算可能性理論の起源は1930年代-1940年代のチューリング、チャーチ、クリーネ、そしてポストにある。計算可能性理論は抽象的計算可能性の研究へと発展し、再帰理論として知られているものになった。優先度法は1950年代にAlbert MuchnikとRichard Friedbergにそれぞれ独立に発見され、チューリング次数と関連する構造の理解に大きな進展をもたらした。高次計算可能性理論の研究により計算可能性理論と集合論との結びつきが証明された。構成的解析学および計算可能性解析学といった分野は古典数学の定理の有効な内容を研究するために発展した; これらは代わる代わる逆数学の計画を引き起こした。計算可能性理論から別れた分野である計算複雑性理論もまた記述計算量の研究の結果として論理学的な術語を使用するという特徴を持つ。
モデル理論は数理論理学の手法を利用して特定の数学理論のモデルを研究する分野である。アルフレト・タルスキはこの分野の先駆的な著作を多く発表しており、この分野の名前も彼が発表した一連の著作の題名『モデル理論への貢献』に因んでいる。1960年代に、アブラハム・ロビンソンはモデル理論の技法を用いて無限小、つまり最初にライプニッツが提議した問題に基づいた計算・解析を発展させた。
証明論では、古典数学と直観的数学との関係がゲオルク・クライゼルの発明した実現可能性の手法やゲーデルの弁証法解釈といった道具を用いて解明される。この研究によってproof miningという同時代の領域が励起された。カリー＝ハワード同型対応が、自然演繹と計算機科学で用いられる型付きラムダ計算論理との一致を含む、論理と計算との深い類似として起こった。結果として、この形式的体系のクラスが論理学的な面と計算機的な面との両方を説明するようになった; この研究領域は現代型理論として知られるようになった。順序解析や、パリス・ハリントンの定理のような算術における独立した結果の研究によっても進展が起きた。
この時期は、特に1950年代とそれ以降は、数理論理学の概念が哲学的思考に影響を与え始めた時期でもある。例えば、時制論理は時間で修飾された文を表現し、推理するために形式化された体系である。哲学者アーサー・プライアーは1960年代においてこの分野の発展に大きな役割を果たした。様相論理は形式論理学の射程を拡張してモダリティの要素(例えば、論理的可能性や必要性)を包含するようにした。ソール・クリプキの思想、特に可能世界に関する思想と今日クリプキ意味論と呼ばれている形式的体系は分析哲学に重大な影響を及ぼした。彼の最もよく知られ最も影響力を持った著作は『名指しと必然性』(1980年)である。義務論理は様相論理と緊密に関係している: 義務論理は義務、許可、その他関連する概念の論理的特徴を把握しようとする。アレクシウス・マイノングの弟子エルンスト・マリーはホワイトヘッドとラッセルの命題計算の統語論に基づいて『義務の基本法則』(独:Grundgesetze des Sollens)で初めて形式的な義務体系を提議した。第二次世界大戦後に創始された他の論理体系としてイランの数学者ロトフィ・ザデーが1965年に始めたファジィ論理がある。